# Jakob Lorber
Jacob Lorber (n. 22 iulie 1800, Šentilj, Slovenia – d. 24 august 1864, Graz, Imperiul Austriac) a fost un mistic și un vizionar creștin german născut în regiunea Stiria (astăzi parte în Austria și parte în Slovenia) ce a lăsat în urma sa o mare operă ce este considerată de susținătorii săi și o mare revelație. Este asociat celorlalți mari mistici creștini cum ar fi Emanuel Swedenborg, Jakob Böhme sau Meister Eckhart.
Lorber se referă la sine însuși prin sintagma “scribul Domnului” deoarece tot ce a scris i-a survenit prin dicteu divin. Lorber mărturisește că la 15 martie 1840 a auzit o voce interioară ce venea din regiunea inimii și de atunci nu a făcut altceva decât să transcrie ceea ce această voce i-a transmis. Această voce s-a revendicat ca fiind chiar Iisus Hristos iar primele cuvinte pe care Jacob Lorber le aude și le și notează sunt următoarele: “Scoală-te, ia-ți condeiul și scrie! Așa vorbește bunul Dumnezeu și se adresează tuturor; iar cele spuse aici sunt adevărate, autentice și sigure. Oricine dorește să vorbească cu Mine, trebuie să se îndrepte către Mine, iar Eu îi voi răspunde în inima lui. Dar numai cei puri, cu inima plină de smerenie vor auzi Vocea Mea. Iar cel care mă preferă pe Mine acestei lumi, cel care Mă iubește ca o mireasă pe mirele său, cu acela voi merge braț la braț iar el mă va privi în orice moment ca un frate pe fratele său, cum l-am privit și eu pe el încă înainte de a se fi născut”.
Opera a fost publicată postum, și este considerată ca fiind o mare “Nouă Revelație”, cei mai entuziaști susținători numind-o chiar “Noua Biblie” deoarece în cele peste 10 000 de pagini, dicteul divin parcurge în diferite volume toate perioadele, de la cea adamică (Casa Domnului), până la cei trei ani de propovăduire ai lui Iisus în piesa de rezistență a operei (Marea Evanghelie a lui Ioan) și continuând până în prezent opera conține uluitoare profeții chiar și pentru data scrierii lor (1840-1864) și descrierea activității lui Iisus și a apostolilor în lumea de dincolo (în Episcopul Martin și în De la Iad la Rai). Opera a fost tradusă în peste 20 de limbi.  

## Biografie
Jacob Lorber s-a născut în Kaniza, o mică localitate din regiunea Jahring, ducatul Styria (în prezent zona se află se află în Slovenia) într-o familie de țărani, Michael Lorber și soția sa Maria, născută Tautscher. A fost educat pentru a deveni profesor, o scurtă biografie realizată de prietenul sau  Karl Gottfried Ritter von Leitner arătându-l pe Lorber ca o persoană normală.
A fost observat în timp ce scria de personalități educate ale orașului Graz, cum ar fi Carl-Friedrich Zimpel, primarul orașului Graz, Anton Hüttenbrenner și fratele acestuia compozitorul Anselm Hüttenbrenner, poetul și secretarul de stat Karl Gottfried von Leitner, Dr. Anton Kammerhuber, Leopold Cantily, farmacistul orașului Graz, și alții. Aceste persoane l-au observat scriind și i-au cunoscut viața simplă pe care o ducea. Lorber era deschis și îngăduitor în privința scrierilor sale deși adesea se trezea în mijlocul unor mici intrigi ce doreau să dovedească că totul ar fi o înșelătorie. Spre exemplu, soția unuia dintre prietenii săi era sigură că Lorber studia materialul ce pretindea că îl aude de la vocea interioară, dar niciodată nu a putut să găseacă cărțile științifice pe care presupunea că Lorber le-ar ascunde, în cele din urmă, singurul material găsit în urma cercetării fiind o singură copie a Bibliei.
Avea talent muzical și învațase să cânte la vioară, luând lecții de la celebrul violonist Paganini, și odată chiar a concertat la Opera Scala din Milano. În anul 1840 – același în care pretinde că a auzit vocea interioară –  lui Lorber i s-a oferit funcția de director  muzical adjunct al sălii din Trieste. Lorber susține că vocea interioară, l-a îndrumat să refuze și să se dedice unei vieți solitare pentru a-și putea îndeplini misiunea spirituală. Scrierile lui Lorber arată că vocea interioară ce vorbește liber, la persoana întâi, este vocea lui Iisus Hristos.

## Teologie, geologie, istorie, liber arbitru
Proza lui Lorber a fost descrisă  ca fiind captivantă, pasionantă, anumiți cititori comparând-o cu scrierile altor mistici cum ar fi  Emanuel Swedenborg și Jakob Boehme. Lorber însuși face referire la Swedenborg , în cartea sa De la iad la rai (vol II, cap 104, versetul 4). Trebuie să menționăm că una din cărțile lui Swedenborg poartă titlul Raiul si iadul, întreaga operă a lui Lorber arătând o asemănare cu ceea ce putem numi swedenborgianism.
Marea Evanghelie a lui Ioan, o descriere detaliată la persoana întâi a celor trei ani de propovăduire a lui Iisus, în jur de 2 000 de pagini, și bazată pe aceeași structură a Evangheliei lui Ioan,  este descrisă ca o evanghelie eternă datorită dorinței constante a lui Ioan de a pătrunde înțelesul spiritual al învățăturilor lui Iisus. Varianta extinsă a lui Lorber reiterează pretenția lui Iisus de a fi Dumnezeu în persoană și revelează mult mai  multe alte mari miracole  decât se pot găsi în evangheliile biblice.
Lorber învață că este necesară ridicarea umanității din starea de decădere, dar spre deosebire de creștinismul ortodox, care vede această salvare ca o consecință a urmării ritualului, respectiv prin sângele lui Iisus în urma sacrificiului său, Lorber învață că această salvare vine în urma unui process de purificare și de lucrări ale iubirii făcute de fiecare individ, în contradicție cu doctrina grației divine.

## Marea Evanghelie a lui Ioan
În Marea Evanghelie a lui Ioan, naratorul, adică Iisus, explică faptul că El este Creatorul Întregului Univers inclusiv al celui material care a fost creat să fie atât închisoare pentru Satana dar și pentru ca Dumnezeu să poată să își asume condiția de Om. El spune că a făcut aceasta (s-a întrupat) pentru a-i inspira pe copiii săi care nu ar fi putut altfel să îl perceapă și înțeleagă în forma sa spirituală primordială. Dialogul din Marea Evanghelie a lui Ioan este o reeditare fidelă a celui de acum 2000 de ani însoțit de descrierea întâmplărilor, oamenilor și minunilor, constituindu-se într-o evanghelie ce se întinde pe câteva mii de pagini. Printre multele minuni ce nu au putut fi cuprinse în cele câteva zeci de pagini ale evangheliilor biblice, Iisus dă o descriere amănunțită atât a universului fizic, povestind despre eonii de timp în care a fost creat Pământul, explicație ce este similară teoriei moderne a evoluției până acum aproape 7000 de ani când Domnul l-a trimis pe Adam pe Pământ, care la acel moment dat nu era locuit de ființe care să aibă liber arbitru, Adam fiind superior tuturor celorlalte.
Într-o maniera comprehensivă, Marea Evanghelie a lui Ioan continuă să scoată în evidență importanța liberului arbitru. Astfel iadul și raiul sunt văzute de Iisus ca o condiție care deja se află în interiorul nostru fiind o consecință a trăirilor noastre în ordinea și armonia divină sau în afara acesteia. Marea Evanghelie a lui Ioan de asemenea susține că evangheliile biblice ale lui Ioan și Matei au fost scrise în timpul desfășurării evenimentelor și sub directa îndrumare a lui Iisus, spre exemplu Lorber scrie că Iisus i-a cerut în mod explicit lui Matei să ia notițe în timpul Predicii de pe Munte. Acest lucru poate fi în contradicție cu anumite teologii care consideră că evangheliile au fost scrise câțiva ani mai târziu, chiar după învierea lui Iisus. În Marea Evanghelie a lui Ioan, Iisus explică cu lux de amănunte toate evenimentele ce s-au întâmplat în ultimii săi trei ani de pe Pământ, arătând printre altele că au fost mai mulți care au scris despre el, incluzând chiar mai mulți Matei, toți scriind lucruri similare de-a lungul unei anumite perioade de timp.

## Impactul operei

### Publicare
Lorber atrage postum mulți adepți iar scrierile sale au fost publicate și frecvent retipărite, cel mai mult de către Lorber & Turm, o editură germană din Bietigheim-Bissingen care și-a asumat această responsabilitate. Manuscrisele originale și copii ale unor manuscrise făcute de prieteni apropiați ai lui Lorber sunt păstrate încă în arhivele editurii Lorber & Turm.
Filozoful american E.F. Schumacher face referire la Noua Revelație (NR) în cartea sa Un ghid pentru cei nedumeriți: „Ele (cărțile NR) conțin multe lucruri stranii care sunt inacceptabile mentalității moderne, dar în același timp conțin o atât de mare desfășurare a celei mai înalte înțelepciuni că ar fi greu de găsit de găsit ceva mai impresionant în întreaga literatură a lumii”.
Opera lui Lorber este împărțită în mai multe cărți care împreună sunt numite Noua Revelație. 
Marea Evanghelie a lui Ioan a fost publicată în 10 volume și frecvent retipărită, a opta ediție datând din 1996. Evanghelia lui Iacob (Copilăria lui Iisus) a apărut în a 12-a ediție în 2006.
Lucrările lui Lorber au fost parțial traduse în engleză, apărând la editura Merkur Publising.

### Adepți
Lorber și apropiații săi erau membri ai bisericii Romano-Catolice, iar revelațiile primite le-au cerut să nu-și părăsească biserica ci să o convingă de natura divină a acestei Noi Revelații ce conduce spre o viață exemplară, divină. Totuși, primul Consiliu de la Vatican din anii 1869/1870 pune scrierile lui Lorber la index. Ocultistul Leopold Engel a fost unul din cei care l-au urmat pe Lorber, chiar scriind un al 11-lea volum al Marii Evanghelii a lui Ioan, susținând a fi continuarea Marii Evanghelii transmise prin Lorber la aproape 30 de ani de la moartea acestuia.
Există o mișcare a susținătorilor scrierilor lui Lorber (Lorber-Bewegung, Lorberianer, Lorber-Gesellschaften) mai ales în Europa unde se vorbește limba germană. Nu există nici o structură organizată în spatele micilor cercuri regionale și nu există nici o estimare exactă a numărului tuturor adepților, probabil depășind 100 000 în toată lumea.

### Critici
Una dintre principalele critici ale operelor lui Lorber a fost folosirea persoanei întâi, ca și cum ele i-ar fi fost dictate de însuși Isus Hristos. Unele afirmații ale sale pot fi considerate antisemite, iar lui Lorber i s-a dus buhul de a fi unul dintre susținătorii antisemiți ai „Ariosofiei”, o mistică rasistă a anilor 1920, de exemplu al lui Lanz von Liebenfels, care în 1926 publica despre Jakob Lorber ca fiind „cel mai mare medium ariosof al erei moderne” (das grösste ariosophische Medium der Neuzeit).
Kurt Hutten, fost președinte al Evangelische Zentralstelle für Weltanschauungsfragen (EZW, o instituție de apologetică creștină a Bisericii Evanghelice Germane) i-a indicat pe Swedenborg și pe Lorber ca primitori ai unor revelații private la fel de valide. Luările oficiale de poziție ale EZW sunt mai sceptice, pornind de la explicații psihologice pentru revelațiile lui Lorber. EZW se bazează pe o teză de doctorat din 1966 la Universitatea din Berna scrisă de Antoinette Stettler-Schär, care l-a diagnosticat pe Lorber cu schizofrenie paranoidă. Acest diagnostic a fost refuzat de Bernhard Grom, care l-a diagnosticat pe Lorber cu halucinații auto-induse.
Andreas Finke, vice-președinte al EZW, conchidea că revelațiile lui Lorber reflectă atât perioada în care au fost scrise aceste texte cât și cunoștințele personale ale autorului, considerându-le drept „poezie pioasă în cel mai bun sens al termenului, dar nu dictare divină.”

## Legaturi externe
- Casa Domnului
- Copilăria lui Iisus Arhivat în 29 ianuarie 2009, la Wayback Machine.
- Marea Evanghelie a lui Ioan
- jakob-lorber.cc - motor de cautare engleză, germană și rusă
- Jakob Lorber Books . com | Books  E-Books Links
- The Great Gospel of John Vol. 1-10 in English Arhivat în 14 august 2010, la Wayback Machine.
- The New Revelation of Jesus Christ - English-Romanian site Arhivat în 16 iunie 2008, la Wayback Machine.